# 北京遇上西雅图
《北京遇上西雅图》是2013年由薛晓路编剧并执导的一部爱情喜剧电影。2013年3月21日在中国大陆上映。2013年3月28日在香港上映。而導演薛曉路以本片拿下第10屆中國華鼎獎最佳新銳導演的殊榮。

## 剧情
「拜金女」文佳佳（湯唯飾）曾為美食雜誌編輯，對愛情充滿了像電影《西雅圖夜未眠》一樣的浪漫幻想。而在現實中，她不遠萬里隻身來到西雅圖的月子中心待產生子。
在月子中心，文佳佳炫富的作風引發了房東黃太（金燕玲飾）和其他孕婦周逸（海清飾）、陳悅（買紅妹飾）的反感，倍感孤獨的她只能向司機郝志Frank（吳秀波飾）傾訴心聲。看上去木訥老實的「落魄大叔」Frank並不是一個平庸的男子，他在中國曾是一流的心血管疾病方面的名醫。在相處中，Frank的體貼包容漸漸融化了文佳佳的刁蠻任性。當文佳佳的富豪男友突然失蹤後，一夜之間變成窮人的文佳佳得到了Frank無微不至的照顧，跟Frank和他的女兒Julie（宋美曼、宋美慧飾）一起生活的這段日子，讓文佳佳找到了家的溫暖，亦與月子中心其他孕婦成為好友。
經歷許多變故的文佳佳終於生下了孩子，就要結束她在西雅圖的顛沛之旅時，她與Frank之間已經產生了微妙的變化，這時的她終於意識到自己真正追求的是什麼。離開西雅圖並不代表結束，而是下一次相遇的開始……

## 演员阵容
| 演员                                         | 角色             | 备注 | 粤语配音                      |
| 湯唯                                         | 文佳佳           | 富豪老鍾的情婦。因其怀有身孕，又热爱电影《西雅图夜未眠》，于是她毅然來到西雅图待孕生子，遇上了Frank...                        | 影碟版：潘芳芳 翡翠台：鄭麗麗 |
| 吳秀波                                       | 郝志（Frank）    | 曾为名医的Frank为女儿教育问题移民美国，在当地坐月中心擔任司機所以與佳佳相识，朝夕相处互相照应，Frank与佳佳产生了微妙的感情... | 影碟版：高翰文 翡翠台：潘文柏 |
| 金燕玲                                       | 黄太             | 房东 | 影碟版：金燕玲 翡翠台：黃玉娟 |
| 海清                                         | 周逸             | 孕妇、女同性恋 | 沈小蘭                        |
| 買红妹                                       | 陳悦             | 孕妇 | 梁少霞                        |
| 宋美漫（Jessica Song） 宋美惠（Monica Song） | 朱利（Julie）    | Frank的女儿 | 何璐怡                        |
| 李綺紅                                       | 婦產科醫生       | | 朱妙蘭                        |
| Clayton Chitty                               | Guy In Nightclub | |                               |
| Katherine Ramdeen                            | Cyclist          | |                               |
| Victoria Waterhouse                          | Customs Officer  | |                               |
| Alex Dafoe                                   | Doctor           | |                               |
| Michael Denis                                | Jose             | |                               |
| Brad Harder                                  | White Guy        | |                               |
| Virgil Davies                                | Police Officer   | |                               |
| Trevor Bess                                  | Principal        | |                               |
| 劉儀偉（声演）                               | 老鍾             | | 蘇強文                        |

## 制作
2012年年初开机，拍摄周期38天。根据导演薛晓路接受采访透露“因为西雅图不是一个制片基地，而跟它相隔很近的温哥华是一个新建的电影制作基地，这两个城市离得非常近，海岸、地貌、环境都极为相似”，因此本劇西雅图的戏份都是在加拿大温哥华取景。

## 影片歌曲
| 歌名           | 作曲                           | 作詞                           | 演唱者            |
| -------------- | ------------------------------ | ------------------------------ | ----------------- |
| 多美好的世界啊 | Bob Thiele、George David Weiss | Bob Thiele、George David Weiss | 路易斯·阿姆斯特朗 |

## 評價
《明報》的石琪給予3顆星(最高5顆)，他說：「內地女導演薛曉路拍攝這部愛情喜劇，很受美國舊電影《緣份的天空》的影響，製作手法也好於她的煽情首作《海洋天堂》。」

## 票房

### 中国大陆
首周四天票房达到7541万人民币，挤下上周票房冠军《虎胆龙威5》的7414万人民币。截至3月31日，影片累计票房已达到2.3亿成为历年来三月档期票房最高的华语片。
根據中国电影报官方微博透露《北京遇上西雅图》已蟬連四週票房冠軍。5月5日，《北京遇上西雅图》公映46天正式下档，根據新聞出版社廣電總局電影局消息，《北京遇上西雅图》最终票房為5.1967亿元，是2013年度中國大陸電影票房第8名，成功打破了《非诚勿扰2》所创下的4.72亿元的国产爱情片票房纪录，成为内地影史上最卖座的爱情电影。

### 香港
《北京遇上西雅图》在3月28日香港上映。首周四天票房达到約272萬港元，為該周票房第四名。截至2013年5月12日，票房收入約1023萬港元，乃为数不多在香港票房不遇冷的大陆电影。
| 上一届： 《虎胆龙威5》 | 2013年中国内地一周票房冠军 第12-15周（3月18日—4月14日） | 下一届： 《特种部队2：全面反击》 |

## 续集
《北京遇上西雅图之不二情书》于2016年4月29日中國上映。续集和本劇劇情沒有關係。中国大陆收获7.78亿人民币。

## 奖项及提名
| 頒獎典禮                           | 獎項         | 名字               | 結果 |
| ---------------------------------- | ------------ | ------------------ | ---- |
| 第五届万象国际华语电影节           | 最佳导演     | 薛晓路             | 獲獎 |
| 第五届万象国际华语电影节           | 最佳编剧     | 薛晓路             | 獲獎 |
| 第33屆香港電影金像獎               | 最佳編劇     | 薛晓路             | 提名 |
| 第33屆香港電影金像獎               | 最佳女主角   | 湯唯               | 提名 |
| 第五届中国电影导演协会年度表彰评选 | 年度女演员   | 湯唯               | 獲獎 |
| 第五届中国电影导演协会年度表彰评选 | 年度男演员   | 吴秀波             | 提名 |
| 第五届中国电影导演协会年度表彰评选 | 年度编剧     | 薛晓路             | 獲獎 |
| 第五届中国电影导演协会年度表彰评选 | 年度影片     | 《北京遇上西雅图》 | 提名 |
| 第五届中国电影导演协会年度表彰评选 | 年度导演     | 薛晓路             | 提名 |
| 第32届大众电影百花奖               | 最佳影片     | 《北京遇上西雅图》 | 提名 |
| 第32届大众电影百花奖               | 最佳导演     | 薛晓路             | 提名 |
| 第32届大众电影百花奖               | 最佳編劇     | 薛晓路             | 提名 |
| 第32届大众电影百花奖               | 最佳女主角   | 湯唯               | 提名 |
| 第32届大众电影百花奖               | 最佳男主角   | 吴秀波             | 提名 |
| 第32届大众电影百花奖               | 最佳女配角   | 海清               | 提名 |
| 第十四届华语电影传媒大奖           | 最佳男主角   | 吴秀波             | 提名 |
| 第十四届华语电影传媒大奖           | 最佳女配角   | 海清               | 提名 |
| 第十四届华语电影传媒大奖           | 最佳新导演   | 薛晓路             | 提名 |
| 第十四届华语电影传媒大奖           | 最受瞩目电影 | 《北京遇上西雅图》 | 獲獎 |